# José Granero
José Greller Friesel (Buenos Aires, Argentina, 9 de marzo de 1936 - Madrid, España, 4 de mayo de 2006), más tarde conocido como José Granero, Maestro Granero o El Maestro, maestro y coreógrafo de danza española hizo coreografías para Antonio Gades, Manuela Vargas, Antonio Márquez y el Ballet Nacional de España entre otros y dirigió el Centro Andaluz de Danza.

## Biografía
Comenzó sus estudios en la escuela del Teatro Colón de la capital argentina, participando desde niño en los ballets y óperas representados en ese importante coliseo. Enseguida en su adolescencia destacó Granero por su versatilidad y capacidad creativa, hasta el punto de que a los 17 años obtiene una singular beca para viajar a Estados Unidos y perfeccionar sus técnicas tanto de ballet como de danza contemporánea, en las escuelas de los legendarios ballets rusos de Montecarlo, el New York City Ballet y la sede de Martha Graham.
Al mismo tiempo, comienza a estudiar con profundidad danzas de India con el maestro Bashjar, hasta el punto de que al poco tiempo se incorpora en su compañía de bailes exóticos. Su principal maestra en las nacientes técnicas modernas fue Hanya Holm, de quien heredó su interés por el expresionismo.

## Danza española
Estando en Nueva York Granero, que poseía una esbelta figura, fue seleccionado para estrenar West Side Story, no pudiendo hacerlo al coincidirle con el compromiso adquirido para incorporarse en la recién creada compañía de baile español de Roberto Ximénez y Manolo Vargas, que habían sido hasta ese momento los primeros bailarines del ballet de Pilar López. Durante la estancia en esta compañía descubre su verdadera vocación por el baile español y los diferentes estilos de la danza española, que ya había empezado a estudiar en detalle tiempos atrás. 
A continuación, de esta primera aventura con los botos, las castañuelas y los acentos flamencos viene a España y se incorpora como primer bailarín y maestro de baile sucesivamente en las compañías de Luisillo, Mariemma y Pilar López, siendo esta última la que más influyó en su estilo y trabajo futuro. 
Cumplida su carrera como bailarín, entra de lleno en el terreno de la creación y se dedica al empeño de una escuela propia por la que han pasado más de tres generaciones de artistas del baile entre los que cabe citar a José Antonio, exdirector del Ballet Nacional de España, Aída Gómez, Antonio Márquez o los jóvenes Ángel Rojas y Carlos Rodríguez, en los que ha dejado un importante sello.
José Granero coreografía para Antonio Gades y con su colaboración el Don Juan (1965) que con su estreno en el Teatro de la Zarzuela sobre la música de Antón García Abril marcó el claro inicio del teatro de la danza moderno español y donde ya se experimentaron nuevas fórmulas que acercaban los géneros vernáculos a las expresiones contemporáneas.
Trabajó en diversas películas musicales, series de televisión de zarzuela y óperas, así como en la primera serie sobre danza que produjo Televisión Española en los años sesenta. Fue maestro y coreógrafo principal del ballet Antología, precursor claro del actual Ballet Nacional de España y fundó el Ballet Español de Madrid, en plan de cooperativa con los bailarines y donde participaron importantes figuras de la cantera de Antonio Gades; asimismo creó muchas coreografías donde también diseñó sus propias escenografías y vestuarios.
Citando sólo algunos está El Jaleo, Diálogo del amargo, Albaicín, Homenaje a Albéniz y Hamlet, todos ellos para el Ballet Español de Madrid; para el Ballet de Murcia creó Sinfonía sevillana y Triana; especialmente para Manuela Vargas La Petenera y El Sur; para el Festival de Mérida, Las furias; para el Ballet del Teatro Lírico Nacional, María Estuardo, que protagonizó Maya Plisetskaya; para el Centro Andaluz de la Danza  creó Mujeres en la que trabajaron Cristina Hoyos, La Ribot, Lydia Azzopardi, Eva Leiva y Beatriz Martín y para la compañía de Antonio Márquez, de la que fue director artístico, Movimiento perpetuo y Variaciones románticas.
Para el Ballet Nacional de España, creó Medea, en 1984, con toda seguridad la obra de danza teatral más representada del repertorio español. En 1985, hizo una nueva versión de Alborada del gracioso, sobre la música homónima de Ravel; en 1987 Bolero, en 1994 Leyenda, sobre piezas de Albéniz y José Luis Greco y ese mismo año Cuentos de Guadalquivir, a partir de la Sinfonía sevillana, de Joaquín Turina.
La última obra de gran envergadura de Granero en el Ballet Nacional de España fue La Gitanilla, basada en la novela ejemplar de Miguel de Cervantes, en 1996, otra vez con música de Antón García Abril, con la colaboración de Miguel Narros en el vestuario y la dirección teatral. En 1996 el Ministerio de Cultura le otorgó la medalla de oro de las Bellas Artes y el mismo año la Generalidad de Cataluña le concedió el galardón al mejor coreógrafo.
José Granero, al que todos llamaban con respeto y veneración Maestro, ha sido una figura clave en la historia de la danza española.